# زنبق سیاه‌چرده
زنبق سیاه‌چرده (نام علمی: Iris nigricans) نام یک گونه از سرده زنبق است.